# كربوكسي هيموغلوبين
كربوكسي هيموغلوبين أو كربوكسي هيموجلوبين (يرمز له اختصاراً COHb أو HbCO) هو معقد تناسقي مستقر مكون من ارتباط الهيموغلوبين (Hb) مع أحادي أكسيد الكربون CO، والذي يتشكل في خلايا الدم الحمراء لدى التماس مع غاز أحادي أكسيد الكربون.
عادةً ما يظن بشكل خاطئ أن كربوكسي هيموغلوبين هو ناتج الاتحاد بين الهيموغلوبين وثنائي أكسيد الكربون، على الرغم من أن ذلك الناتج هو مركب مختلف اسمه كربامينو هيموغلوبين. ربما يعود ذلك الخلط إلى وجود السابقة كروكسي في الاسم؛ إذ أن اسم كربوكسي هيموغلوبين اقترحت في القرن التاسع عشر عندما كان أحادي أكسيد الكربون يعرف باسمه التاريخي القديم أكسيد الكربونيك؛ ولكنه تطور على هذا الشكل في اللغات الأوروبية؛ مع العلم أن الاسم المفضل من قبل الاتحاد الدولي للكيمياء البحتة والتطبيقية (IUPAC) هو كربونيل الهيموغلوبين.
يقع متوسط مستويات كربوكسي هيموغلوبين الطبيعي في جسم إنسان غير مدخن في حد أقل من 3%، في حين أنها عند مدخني التبغ حوالي 10%. تبلغ قيمة العتبة الحيوية لتحمل كربوكسي هيموغلوبين حوالي 15%، أي أن تجاوزها يظهر مستويات الأثر السمي. كانت إدارة الغذاء والدواء في الولايات المتحدة قد وضعت سابقاً حد 14% من COHb من أجل تقييم تجارب سريرية خاصة باستخدام أحادي أكسيد الكربون لأغراض علاجية.